# 노심 용융
노심용융(爐心鎔融, 영어: nuclear meltdown, core meltdown, core melt accident, partial core melt) 또는 원자로 용해(原子爐鎔解, 영어: nuclear reactor meltdown)는 원자력 발전소에서 사용되는 원자로의 노심에 있는 핵연료가 과열이나 이상으로 인해 내부의 열이 급격히 상승하여 연료 집합체 또는 노심 구조물이 녹아내리거나 파손하는 것을 가리키는 현상이다. 노심 용해(爐心鎔解) 또는 멜트다운(Meltdown) 라고도 한다. 최악의 경우로는 원자로 압력 용기나 원자로 격납 용기, 원자로 그 자체가 파손되어 방사성 물질이 주위에 확산되는 경우도 있다.

## 개요
원자력 발전은 자발적으로 핵분열을 일으키는 물질을 연쇄 핵분열을 일으킬 수 있는 농도로 농축시킨 후 거기서 생산되는 열을 전기에너지로 변환시키는 과정이다. 대표적으로 우라늄-235를 농축시켜 사용한다. 원자로의 중심부인 노심에는 핵연료 물질이 펠렛 형태로 피복관에 싸인 연료봉 형태로 주입되고, 이 연료봉은 냉각수 등 냉각재와 핵분열을 감속시키는 제어봉에 의해 적절한 압력과 온도로 제어된다.
하지만 어떤 이유로 인해 냉각수가 제대로 공급되지 못하면 내부의 온도가 급격히 올라가게 된다. 핵연료를 감싸고 있는 피복재인 지르코늄합금의 온도가 매우 높아지면 끓어오르는 증기에 의해 지르코늄합금 피복재가 급격히 산화된다. 피복재인 지르코늄합금은 고온의 영역에서 물(수증기)과 반응하여 급격하게 산화되면서 수소를 발생하고 발열반응을 동반한다. 이때 발생되는 산화열은 붕괴열의 수십 배에 해당하여, 피복재와 연료봉의 온도상승을 주도한다. 온도가 올라감에 따라 결국 지르코늄합금 피복재와 UO2(이산화우라늄)핵연료가 용융되기 시작한다. 핵연료인 UO2, 제어봉 및 여러 성분들로 이루어진 노심은 각 물질들의 용융온도에서 녹는데, 공융 혼합 반응에 의해 핵연료나 피복재의 용융 온도보다 훨씬 낮은 온도에서 노심 구성 물질이 용해되기도 한다.
그리고 원자로 압력 용기나 격납 용기, 원자로 건물 등의 구조물도 파괴되어 최종적으로는 외부에 방사성 물질을 대량으로 방출할 우려가 있다. 경수로의 경우, 녹은 연료봉이 냉각수에 떨어지면 냉각수가 격렬하게 증발해, 수증기 폭발이 일어날 가능성이 있다. 최악의 경우에는 방사성 물질을 대량 방출할 위험성을 갖고 있기 때문에, 노심 용해는 원자력 발전에 대해 상정할 수 있는 가장 가혹한 사고로 꼽힌다.
노심 용융은 대부분 냉각재 상실사고에 의해 발생한다. 이를 대비해서 비상노심냉각계통(ECCS, Emergency Core Cooling System)을 안전설비계통으로 구비하고 있으나, 어떤 이유로 이것이 작동하지 않으면서 사고가 발생한다. 연료봉의 일부 혹은 대부분이 녹아내리는 현상을 멜트 다운(melt down), 액화된 연료봉이 원자로 내부의 격납용기를 뚫어 격납용기 바깥으로 노출되는 현상을 멜트 쓰루(melt through)라고 한다. 노심 용융으로 인한 사고는 국제원자력사고등급(INES)에 의해 가장 위험한 단계인 5~7 등급으로 구분한다.

## 사고 사례
- 1979년 : 미국 스리마일섬 원자력 발전소 사고 : 멜트 다운 사고
- 1986년 : 소련 체르노빌 원자력 발전소 사고 : 멜트 쓰루 사고
- 2011년 : 일본 후쿠시마 제1 원자력 발전소 사고 : 멜트 쓰루 사고

## 같이 보기
- 국제 원자력 사고 등급(INES)
- 차이나 신드롬 (핵발전소)(China Syndrome)
- 차이나 신드롬
- 영화 《판도라》 (2016) - 원자력 발전소 노심 용해를 소재로 한 영화